# Ośrodek Historii Kultury w Średniowieczu Wydziału Filozofii Katolickiego Uniwersytetu Lubelskiego Jana Pawła II
Ośrodek Historii Kultury w Średniowieczu (w latach 1965–2006 Międzywydziałowy Zakład Historii Kultury w Średniowieczu, 2006-2010 Ośrodek Historii Kultury w Średniowieczu) – instytucja zajmująca się filozofią średniowieczną, działająca w strukturze Wydziału Filozofii Katolickiego Uniwersytetu Lubelskiego Jana Pawła II.

## Historia
Placówka powstała w 1965 roku z inicjatywy Stefan Świeżawskiego i Mariana Kurdziałka. Ośrodek zajmował się badaniem dziejów filozofii średniowiecznej w Polsce. Od 1973 roku wydawał czasopismo „Acta Mediaevalia”.
Senat Akademicki KUL zdecydował w 2015 roku o zawieszeniu placówki.

## Kierownicy
- 1965–1975: Marian Rechowicz
- 1975–1985: Marian Kurdziałek
- 1985–2006, 2009–2011: Stanisław Wielgus
- 2006–2009: Stanisław Janeczek
- 2011–2015: Wanda Bajor